# Prastós
Prastós (grec moderne : Πραστός, tsakonien : Πραστέ) est une localité située dans le dème de Cynourie-du-Nord, dans le district régional d'Arcadie, dans la périphérie du Péloponnèse, en Grèce.
Selon le recensement de 2021, elle compte 408 habitants.
Ancienne capitale de la Tsakonie, elle est située à une distance de 1 500 mètres de la vallée du même nom, à 450 mètres d'altitude.
Elle a été le siège de l'Éparchie de Rheoi et Prastos (Prastos et Rheondino), avec trois bourgs et deux villages. Aujourd'hui, Prastos fait administrativement partie de la municipalité de Cynourie-du-Nord.

## Période ottomane
La région passa vers 1540 de la tutelle vénitienne à la domination ottomane, l'évêque Ioannikios Markopoulos devant se réfugier à Zante. La plupart des monastères de cette éparchie sauf celui de Loukou et Orthokosta, datent du seizième siècle et devinrent stavropégiques dès leur fondation.
En 1820, l'explorateur François Pouqueville notait dans le quatrième volume de son Voyage dans la Grèce:
Les habitants de Prasto et de Saint-Rhéontas se sont enrichis en prêtant les capitaux provenant de leurs épargnes, aux navigateurs de la Spezzia et d'Hydra, chez lesquels ils les placent au cours du change maritime. Ils tirent d'autres revenus plus assurés de la ferme générale du beurre à Constantinople, qu'ils possèdent en vertu d'une concession particulière des sultans. Aussi ce canton, quoique peu étendu, est-il un des plus riches de la Morée, en argent… Indépendamment de ce nombre de chrétiens soumis à la juridiction ecclésiastique de l'archevêque de Saint-Rhéontas, ce prélat étend son apostolat sur vingt - huit bourgs ou villages de la Laconie, au nombre desquels sont compris Amyclée et Hélos, dont le territoire aboutit à l'embouchure de l'Eurotas. Cette contrée, que j'ai classée, dans une note du chapitre précédent, parmi les villages suffragants d'Argos, en avait été démembrée depuis 1780. Par suite de dispositions particulières, les revenus royaux étaient appliqués à la dotation du chef des eunuques noirs du sérail impérial de Constantinople ; et un Africain mutilé se trouvait ainsi le maître de la postérité des sujets soumis aux fils de Tyndare et de Lycurgue. Comme son indolente suprématie ne pouvait protéger ses vassaux que par des firmans, les beys de Mistra, aidés des Schypetars Bardouniotes, ne tardèrent pas à les harceler, au point d'obliger la Porte à rétracter sa donation en faveur du grand eunuque. Ainsi depuis quelques années les Hilotes modernes, toujours esclaves, ont courbé leurs têtes sous le joug des Spartiates mahométans, qui ne le cèdent en rien pour la barbarie, aux républicains farouches dont les vertus exclusives furent toujours fatales à la Grèce.
Les habitants du village étaient les mêmes que ceux de Leonídio, où ils passaient l'hiver.
Au cours de la Guerre d'indépendance grecque, Ibrahim Pacha fit brûler la ville et ses plantations. Une grande partie de la population abandonna définitivement Prastos pour Leonídio et l'Argolide. D'autres se réfugièrent dans les cabanes d'été des habitants de Saint-Rhéontas

## Après l'Indépendance
Avec encore 900 familles chrétiennes en 1820, elle ne comptait plus que 1 000 habitants en 1935 (650 en 1920 selon une autre évaluation).